# Glyptotermes scotti
Glyptotermes scotti (лат.) — вид термитов рода Glyptotermes (семейство Kalotermitidae). Внесён в Международный Красный список МСОП в статусе вида, находящегося на грани исчезновения . Эндемик небольшого острова Силуэт в Сейшельском архипелаге. Назван в честь Хью Скотта (Mr Hugh Scott), участника экспедиции 1908 года на эти острова.

## Описание
Мелкого размера термиты. Длина тела имаго самцов и самок 5 мм, с крыльями 8 мм. Длина солдат 7 мм. Обнаружен только на небольшом острове Силуэт водящем в Сейшельский архипелаг, где известен только из одного местонахождения в северной части острова. Существуют неподтверждённые сведения о находках этого вида на близлежащих островках Арид и Cousine. Найден в гниющих стволах пальм. В настоящее время почти весь остров Силуэт является национальным парком.
Впервые был описан в 1910 году под названием Calotermes scotti Holmgren, 1910.